# یوکا وائو
یوکا وائو (انگلیسی: Yōka Wao؛ زادهٔ ۱۵ فوریهٔ ۱۹۶۸) هنرپیشه، و خواننده-ترانه‌پرداز اهل ژاپن است. وی از سال ۱۹۸۸ میلادی تاکنون مشغول فعالیت بوده‌است.